# Refik Halit Karay
Refik Halit Karay (Isztambul, 1888. március 14. – Isztambul, 1965. július 18.) török író, újságíró. Az anatóliai életről szóló történeteiről és a szabadságharchoz való hozzáállásáról ismert.

## Életútja
Refik Halit Karay 1888. március 15-én született az isztambuli Beylerbeyiben. Apja Mehmed Halid Bey, anyja Nefise Ruhsar Hanım.
A Galatasaray Gimnáziumban és az Isztambuli Egyetem jogi karán tanult, majd rövid ideig az Oszmán Birodalom Pénzügyminisztériumában dolgozott.
A II. Alkotmányos Monarchia kikiáltása  után 1908-ban lemondott posztjáról és  újságírással kezdett foglalkozni, irodalmi folyóiratokba is írt. Fordítóként és riporterként dolgozott a Tercüman-ı Hakikat című újságban, amelyhez 1909-ben csatlakozott. Az újságnál dolgozva megalapította a Son Havadis újságot.
Csatlakozott a Fecriâtî közösséghez, részt vett a Szabadság és Egyetértés Pártján. A Szabadság és Egyetértés Pártjának uralkodása alatt a Robert College irodalomtanára, majd a török PTT vezérigazgatója volt. 1908 és 1911 között a Kalem című politikai szatíra folyóirat egyik munkatársa volt, cikkeket kezdett írni  „Sündisznó” aláírással.[4] és  Az Eşref folyóiratba portrékat és bemutatkozó cikkeket írt a korabeli irodalmi alakokról. Emellett 1910 és 1912 között  egy másik politikai szatíra folyóirat, a Cem főszerkesztőjeként és humoríróként is dolgozott a Cem magazinban „Sündisznó” néven.
Tagja lett a Szabadság és Antant Pártnak. Elkezdte kiadni az Aydede című politikai humormagazint. Amikor a Szabadság és Antant Párt hatalomra került, 1912-ben Beyoğlu polgármestere lett. Amikor az Unionisták visszakapták a hatalmat, és az Unió és Haladás Bizottságának ellenfele lévén Anatólia számos városába száműzték. 1913-ban először Sinopba száműzték írásai miatt, majd Çorumba, Ankarába és Bilecikbe küldték.
Miután visszatért Isztambulba, főleg az anatóliai életmódról írt. Az anatóliai irodalom úttörője volt. Egy ideig török tanárként dolgozott a Robert College-ban, és íróként a Yeni Mecmua számára. A Hürriyet és az Antant Pártközpontban dolgozott. 1919-ben kinevezték a Posta és Távirati Főigazgatóságnak.
Karay ellenezte a török szabadságharcot, Alemdart hazaárulással vádolták a szabadságharc ellen a Peyam-ı Sabah újságokban és az Aydede magazinban írt cikkei miatt, felkerült a Százötvenesek listájára, és 1922-ben a Százötvennel együtt külföldre vitték. . Hosszú ideig száműzetésben élt Bejrútban és Aleppóban.  Fontos szerepet játszott a Százötven listán szereplők megbocsátásában Mustafa Kemal Atatürknek írt verseivel és leveleivel. 16 év száműzetés után részesült az 1938-ban életbe léptetett amnesztiatörvényből, és ugyanazon év júliusában tért haza az amnesztiatörvény után. Történeteket, regényeket és vicceket közölt újságokban, különösen Tanban. 1948-1949-ben ismét kiadta az Aydede magazint, újrakezdte írói pályafutását, és számos regényt írt.
Karayt, aki 1965. július 18-án halt meg Isztambulban, a Zincirlikuyu temetőben temették el.

## Helye a török irodalomban
Refik Halid Anatóliát a török irodalomban először bemutató műveivel szerzett hírnevet, szatirikus és humoros írásaival vált híressé. A 20. századi regényírók között előkelő helyet foglal el erőteljes technikájával, egyszerű és gördülékeny nyelvezetével, amely leírásokat, portrékat és analógiákat alkalmaz megfigyelésen alapuló műveiben. Refik Halid, aki Isztambult minden színével és vonalával tükrözi, és ügyesen használja a törököt, számos művével járult hozzá a török irodalomhoz.
A Fecriâtî közösség alatt és után is átvette az írást világos, összetett (nem frázisos) nyelven, mentes az igényességtől. A Homeland Stories-t tekintik a realista irodalommozgalom fő példáinak.
Seyit Kemal Karaalioğlu így írja le: Refik Halit Karay; Író, akinek fontos része volt az „Új Nyelv” mozgalom megalapításában, és aki írásaiban nagy tudással alkalmazta a beszélt nyelvet. Elbeszéléseiben és regényeiben a modor és a megfigyelés színes gazdagsága tűnik ki. Regényeiben leginkább a családra helyezi a hangsúlyt. Kifinomult stílusban, masszív technikával, sikeres környezetleírásokkal meséli el az eseményeket, anélkül, hogy konkrét tézishez kötődne. Olyan író, akinek a nézete „fehér realizmusnak” nevezhető, anélkül, hogy súlyos gondolatokba, mély elemzésekbe vagy tézismániákba mennénk.

## Munkássága

### Regényei
- İstanbul'un Bir Yüzü (1920)
- Ay Peşinde (1922)
- Yezidin Kızı (1939)
- Çete (1940)
- Sürgün (1941) Száműzetés
- Anahtar (1949)
- Bu Bizim Hayatımız (1950)
- Nilgün (3 cilt, 1950-1961)
- Yeraltında Dünya Var (1953)
- Dişi Örümcek (1953)
- Bugünün Saraylısı (1954)
- İki Bin Yılın Sevgilisi (1954)
- İki Cisimli Kadın (1955)
- Kadınlar Tekkesi (1956)
- Karlı Dağdaki Ateş (1956)
- Dört Yapraklı Yonca (1957)
- Sonuncu Kadeh (1965)
- Yerini Seven Fidan (1977)
- Ekmek Elden Su Gölden (1980)
- Ayın On Dördü (1980)
- Yüzen Bahçe (1981)

### Színművek
- Kanije Müdafaası (1909)
- Deli (1939)

### Elbeszélés, novella
- Memleket Hikâyeleri (1919)
- Gurbet Hikâyeleri (1940)

### Humor, szatíra
- Sakın Aldanma, İnanma, Kanma (1915) Ne tévesszen meg, ne higgye, ne tévesszen meg
- Kirpinin Dedikleri (1916) Amit a sündisznó mond
- Ago Paşa'nın Hatırı (1918) Ágop pasa emlékei
- Ay Peşinde (1918) A Holdat kergetve
- Tanıdıklarım Ismerőseim
- Guguklu Saat (1922) Kakukkos óra

### Napló
- Bir İçim Su (1939) Egy ital vizet
- Bir Avuç Saçma (1940) Egy maroknyi hülyeség
- İlk Adım Első lépés
- Üç Nesil Üç Hayat (1943) Három generáció, három élet
- Makyajlı Kadın Sminkes nő (1943)
- Tanrı'ya Şikâyet Panasz Istenhez (1944)

### Emlékiratok
- Minelbab İlelmihrab

## Írói stílusa
A  "ŞEFTALİ BAHÇELERİ" című művében megfigyelhető a szarkazmus, a közöny, a társadalom bemutatása, ugyanakkor a távolságtartás is jelen van. Az író nem ítélkezik, csak közöl. Mégis érezhető, ahogy írásán keresztül bemutatja az akkori világ kényelembe helyezkedettségét, tettrekészség hiányát.
Irodalmi munkássága révén bekerült a Nemzeti Oktatási Minisztérium (Millî Eğitim Bakanlığı, MEB) által összeállított listára, amely a török irodalom 100 kiemelkedő íróját és azok műveit ajánlják az általános és középiskolás diákok számára.